# Маріко Ебралідзе
Маріко Ебралідзе (груз. მარიკო ებრალიძე; нар. 1984 року, Тбілісі, СРСР) — грузинська співачка. Разом з гуртом «The Shin» представляла Грузію на пісенному конкурсі Євробачення 2014 у Копенгагені, Данія, з піснею «Three Minutes to Earth», однак до фіналу не вийшла.